# John Waldegrave, III conte Waldegrave
John Waldegrave, III conte Waldegrave (28 aprile 1718 – 22 ottobre 1784), è stato un politico e generale inglese.

## Biografia
Era il figlio più giovane di James Waldegrave, I conte Waldegrave, e di sua moglie, Mary Webbe.

## Carriera
Si è unito al 1º Reggimento di fanteria nel 1735, raggiungendo il grado di capitano nel 1739. Divenne tenente colonnello nel 3º Reggimento di fanteria, nel 1743, e combatté nella battaglia di Fontenoy dove fu ferito nel 1745.
Raggiunse il grado di generale maggiore nel 1757, e combatté nella battaglia di Minden nel 1759, venne promosso, in quell'anno, a tenente generale e combatté nella battaglia di Warburg nel 1760. Fu promosso a generale nel 1772.
È stato Groom of the Bedchamber (1760-1763).

## Matrimonio
Sposò, il 7 maggio 1751, Lady Elizabeth Leveson-Gower(20 gennaio 1724-28 aprile 1784), figlia minore di John Leveson-Gower, I conte di Gower e Lady Evelyn Pierrepont. Ebbero quattro figli:
- George Waldegrave, IV conte Waldegrave (23 novembre 1751-22 ottobre 1789);
- William Waldegrave, I barone Radstock (9 luglio 1753-20 agosto 1825);
- Lady Elizabeth Waldegrave (26 maggio 1758-23 giugno 1823), sposò James Brudenell, V conte di Cardigan, non ebbero figli;
- Lady Caroline Waldegrave (1765-1831).

## Morte
Morì il 22 ottobre 1784, all'età di 66 anni.

## Ascendenza
|                                       |                              |                                                   | Genitori                                           |  |  | Nonni |  |  | Bisnonni                              |  |  | Trisnonni                          |  |
|                                       |                              |                                                   |                                                    |  |  |       |  |  | Sir Charles Waldegrave, III baronetto |  |  | Sir Henry Waldegrave, II baronetto |  |
|                                       |                              |                                                   |                                                    |  |  |       |  |  | Sir Charles Waldegrave, III baronetto |  |  | Sir Henry Waldegrave, II baronetto |  |
|                                       |                              | Anne Paston                                       |                                                    |  |  |       |  |  | Sir Charles Waldegrave, III baronetto |  |  |                                    |  |
| Henry Waldegrave, I barone di Chewton |                              |                                                   |                                                    |  |  |       |  |  | Sir Charles Waldegrave, III baronetto |  |  |                                    |  |
|                                       |                              | Eleanor Englefield                                | Sir Francis Englefield, II baronetto               |  |  |       |  |  |                                       |  |  |                                    |  |
|                                       |                              | Eleanor Englefield                                | Sir Francis Englefield, II baronetto               |  |  |       |  |  |                                       |  |  |                                    |  |
|                                       |                              | Eleanor Englefield                                | Winifred Brooksby                                  |  |  |       |  |  |                                       |  |  |                                    |  |
| James Waldegrave, I conte Waldegrave  |                              | Eleanor Englefield                                |                                                    |  |  |       |  |  |                                       |  |  |                                    |  |
|                                       |                              | James II, re d'Inghilterra, di Scozia e d'Irlanda | Charles I, re d'Inghilterra, di Scozia e d'Irlanda |  |  |       |  |  |                                       |  |  |                                    |  |
|                                       |                              | James II, re d'Inghilterra, di Scozia e d'Irlanda | Charles I, re d'Inghilterra, di Scozia e d'Irlanda |  |  |       |  |  |                                       |  |  |                                    |  |
|                                       |                              | James II, re d'Inghilterra, di Scozia e d'Irlanda | Henriette-Marie di Francia                         |  |  |       |  |  |                                       |  |  |                                    |  |
| Lady Henrietta FitzJames              |                              | James II, re d'Inghilterra, di Scozia e d'Irlanda |                                                    |  |  |       |  |  |                                       |  |  |                                    |  |
|                                       |                              | Arabella Churchill                                | Sir Winston Churchill                              |  |  |       |  |  |                                       |  |  |                                    |  |
|                                       |                              | Arabella Churchill                                | Sir Winston Churchill                              |  |  |       |  |  |                                       |  |  |                                    |  |
|                                       |                              | Arabella Churchill                                | Elizabeth Drake                                    |  |  |       |  |  |                                       |  |  |                                    |  |
| John Waldegrave, III conte Waldegrave |                              | Arabella Churchill                                |                                                    |  |  |       |  |  |                                       |  |  |                                    |  |
|                                       | Sir John Webbe, II baronetto | Sir John Webb, I baronetto                        |                                                    |  |  |       |  |  |                                       |  |  |                                    |  |
|                                       | Sir John Webbe, II baronetto | Sir John Webb, I baronetto                        |                                                    |  |  |       |  |  |                                       |  |  |                                    |  |
|                                       | Sir John Webbe, II baronetto | Mary Caryll                                       |                                                    |  |  |       |  |  |                                       |  |  |                                    |  |
| Sir John Webbe, III baronetto         | Sir John Webbe, II baronetto |                                                   |                                                    |  |  |       |  |  |                                       |  |  |                                    |  |
|                                       |                              | Mary Blomer                                       | John Blomer                                        |  |  |       |  |  |                                       |  |  |                                    |  |
|                                       |                              | Mary Blomer                                       | John Blomer                                        |  |  |       |  |  |                                       |  |  |                                    |  |
|                                       |                              | Mary Blomer                                       | Frances Browne                                     |  |  |       |  |  |                                       |  |  |                                    |  |
| Mary Webbe                            |                              | Mary Blomer                                       |                                                    |  |  |       |  |  |                                       |  |  |                                    |  |
|                                       |                              | John Belasyse, I barone Belasyse                  | Thomas Belasyse, I visconte Fauconberg             |  |  |       |  |  |                                       |  |  |                                    |  |
|                                       |                              | John Belasyse, I barone Belasyse                  | Thomas Belasyse, I visconte Fauconberg             |  |  |       |  |  |                                       |  |  |                                    |  |
|                                       |                              | John Belasyse, I barone Belasyse                  | Barbara Cholmley                                   |  |  |       |  |  |                                       |  |  |                                    |  |
| Barbara Belasyse                      |                              | John Belasyse, I barone Belasyse                  |                                                    |  |  |       |  |  |                                       |  |  |                                    |  |
|                                       |                              | Lady Anne Paulet                                  | John Paulet, V marchese di Winchester              |  |  |       |  |  |                                       |  |  |                                    |  |
|                                       |                              | Lady Anne Paulet                                  | John Paulet, V marchese di Winchester              |  |  |       |  |  |                                       |  |  |                                    |  |
|                                       |                              | Lady Anne Paulet                                  | Honora de Burgh                                    |  |  |       |  |  |                                       |  |  |                                    |  |
|                                       |                              | Lady Anne Paulet                                  |                                                    |  |  |       |  |  |                                       |  |  |                                    |  |

| Controllo di autorità | VIAF (EN) 56439312 · CERL cnp00963855 · LCCN (EN) no2008169113 |